# Baring Vostok Capital Partners
Baring Vostok Capital Partners — фонд частных капиталовложений.
Фонд инвестирует в разные отрасли промышленности, включая нефть и газ, потребительские товары, СМИ и технологии, телекоммуникации и финансовые услуги. Основной регион деятельности — Россия и страны СНГ. Инвестиционный советник, «Baring Vostok Capital Partners» (Гернси) с 2005 года несколько раз признавался «Российской компанией прямых инвестиций года», по версии читателей журналов «Private Equity International» и «Private Equity Online». Суб-советник BVCP имеет филиал в Москве.
С момента основания в 1994 году по 2004 год фирма была дочерней компанией «Baring Private Equity International» («BPEP International»), которая была филиалом «Barings Bank». В дополнение к Baring Vostok филиалы «BPEP International» включали «Baring Private Equity Asia», а также «Baring Private Equity Partners India», основанную в 1984 году. Латиноамериканский филиал «BPEP International» известен как «GP Investments», является ведущей фирмой частного капиталовложения в Бразилии. В совокупности, по состоянию на конец 2014 года, фирмы представили более $ 12 млрд на инвестиционные обязательства. $ 3,7 млрд — благодаря московским офисам через пять инвестиционных фондов.

## Инвестиции
С момента основания «Baring Vostok» вложил около 3 млрд долларов в 80 компаний.
«Baring Vostok» инвестировал в российский поисковик Яндекс на ранней стадии развития проекта. В 2000 году компания приобрела 35,7 % акций поисковика. Благодаря инвестициям «Baring Vostok» удалось заработать приблизительно $ 4 млрд, в итоге первоначальные инвестиции в $ 5 млн окупились в 800 раз. Другие компании, получавшие инвестиции от «Baring Vostok»: «Волга Газ», «Боржоми», Ozon.ru, «Burren Energy», «СТС Медиа», Центр финансовых технологий, «Энфорта», «ЭР-Телеком», 1С, «Новомет», «Kaspi.kz», «Авито», Tinkoff.ru, «Golden Telecom», «ВкусВилл», «Сравни.ру», Familia, Solopharm, Skyeng, Viasat.
Весной-летом 2016 года фонд продал свою долю в кинотеатральной сети «Каро» UFG Private Equity, вход в эту инвестицию был осуществлён в 2012 году.
В июне 2017 года фонд инвестировал в инфраструктурную компанию «Вертикаль», фонд является основным акционером.
В декабре 2021 года «Baring Vostok Capital Partners» инвестировал 13 млн долларов в российскую платформу по автоматизации маркетинга Mindbox, став её миноритарием.

## История
«Baring Vostok Capital Partners» была основана в 1994 году с образованием «First NIS Regional Fund». Фонд был совместным предприятием «Barings Bank» и российско-американского торгового банка «Совлинк».
Первоначально «First NIS Regional Fund» управляла команда инвестиционных профессионалов из «Barings» и «Совлинк», включая нынешнего старшего партнёра «Baring Vostok» Майкла Калви. При $ 160 млн инвестиционных обязательств в конечном счёте фонд за время существования вернул инвесторам $ 620 млн. В 1997 году «Baring Vostok Capital Partners» стал филиалом «BPEP International». После распада «Barings Bank» владельцем «BPEP International» стал голландский банк «ING Groep».
В 2001 году фирма завершила сбор средств для «Baring Vostok Private Equity Fund». С $ 205 млн инвестиционных обязательств «Baring Vostok» стал первым фондом прямых инвестиций, поднявшимся в период после российского финансового кризиса 1998 года.
В мае 2004 года «BPEP International» завершила процедуру MBO из «ING Groep». В то же время филиалы фирмы в Азии, Индии и Латинской Америке завершили аналогичные процедуры выкупа. Эти компании продолжили своё тесное сотрудничество, хотя каждая фирма осталась полным собственником своих предприятий. После выкупа управляющей компании в 2005 году «Baring Vostok Private Equity Fund III» имел общий капитал в $ 413 млн.
В феврале 2007 года фирма завершила сбор средств для своего четвёртого фонда прямых инвестиций. «Baring Vostok» выделил $ 1,1 млрд инвестиционных обязательств для своего основного фонда «Baring Vostok Private Equity Fund IV». Вместе с параллельным фондом, «Baring Vostok Fund IV Supplemental Fund», который накопил более $ 300 млн капитала, четвёртый фонд «Baring Vostok» был на то время крупнейшим частным фондом прямых инвестиций в Восточной Европе.
В 2008 году российская строительная компания Etalon Group привлекла Baring Vostok.
В октябре 2012 года «Baring Vostok Private Equity Fund LP V» имел общий капитал в $ 1,15 млрд. «Baring Vostok Fund V Supplemental Fund» — $ 212 млн.
20 ноября 2019 года Baring Vostok сообщил о решении на время отложить планы по созданию нового фонда для зарубежных инвестиций в российские компании из-за обеспокоенности неопределенностью в защите своих прав и противоречиями в российском и международном арбитражном законодательстве. Новый фонд мог стать шестым по счёту, вместо него произойдёт доинвестирование своего пятого фонда, объем которого составлял 1,3 млрд долл..
25 марта 2021 года Совкомбанк объявил о подписании с фондами Baring Vostok, компанией «Финвижн», принадлежащей Артему Аветисяну, и Шерзодом Юсуповым соглашений о покупке принадлежащих им пакетов акций банка «Восточный».
Весной 2024 года доли Baring Vostok в Ozon (около 28%) и «Ренессанс Страховании» (8,8%) приобрёл инвестиционный холдинг «Восток Инвестиции» (выходцы из российской команды Baring Vostok во главе с Еленой Ивашенцевой). Приобретение было одобрено распоряжением Путина с условием дальнейшей продажи доли в Ozon «несанкционированному лицу». Также были получены разрешения на выкуп 10 других долей активов Baring Vostok: Solopharm, Skyeng, «Вкусвилл», Familia, Sravni.ru, «Баланс Платформа», Viasat, Profi.ru, CarPrice и Voximplant.

## Корпоративный конфликт
В 2010 году фонд Baring Vostok купил 20 % акций банка «Восточный». А затем довёл пакет до контрольного (51,62 %).
В 2016-м к «Восточному» присоединился Юниаструм Банк Артёма Аветисяна. В результате Аветисян стал контролировать 32 % акций банка. Планировалось, что в будущем он станет мажоритарием. Для чего компания Evison Holdings Limited под контролем Baring Vostok предоставила структуре Finvision Holdings Limited Артёма Аветисяна опцион на 9,9 % акций банка за 750 млн руб.
В 2018 году Baring Vostok отказался исполнять опцион из-за подозрений в мошенничестве со стороны Артёма Аветисяна при слиянии «Юниаструм Банка» и «Восточного».
19 марта 2019 года Finvision Артёма Аветисяна подала иск в Арбитражный суд Амурской области (Банк «Восточный» зарегистрирован в городе Благовещенске Амурской области) о принудительной реализации колл-опциона на 9,99 % от структур Baring Vostok. По условиям самого колл-опциона все споры, касающиеся соглашения, должны решаться в Лондонском международном арбитражном суде (LCIA), но после изменения закона российским третейским судам понадобилась аккредитация от правительства, а у Лондонского суда её нет. Лондонский международный арбитражный суд (LCIA) запретил компании Finvision продолжать судебное разбирательство в Арбитражном суде Амурской области.
17 мая 2019 года компания Finvision выиграла иск в Арбитражном суде Амурской области. 18 июня структуры Baring Vostok исполнили опцион.
В марте 2021 года в СМИ появилась информация, что Совкомбанк планирует купить банк «Восточный». По данным «Интерфакса», все акционеры банка «Восточный», включая «Финвижн холдингс» Артема Аветисяна, который стал основным акционером банка, Baring Vostok и Шерзода Юсупова, подписали документы, обязывающие продать акции «Восточного» Совкомбанку.

## Уголовное дело
16 февраля 2019 года решением Басманного суда города Москвы пятеро топ-менеджеров Baring Vostok и подконтрольного ему банка «Восточный» вместе с главой инвестиционной компании Майклом Калви были взяты под стражу по подозрению в хищении 2,5 миллиардов рублей у банка «Восточный».
Дело возбудили по части 4 статьи 159 УК (мошенничество, совершённое организованной группой либо в особо крупном размере или повлёкшее лишение права гражданина на жилое помещение). В декабре 2019 года Следственный Комитет изменил квалификацию инкриминируемого обвиняемым преступления с особо крупного мошенничества, посчитав, что в их действиях не было обмана, и предъявил обвинение в особо крупной растрате (часть 4 статьи 160 УК РФ).
Калви и фонд Baring Vostok считают уголовное дело результатом корпоративного конфликта в банке «Восточный». Выступая в суде 15 февраля, Калви обвинил в ложном доносе акционеров банка: члена правления «Восточного» Шерзода Юсупова и Артёма Аветисяна. Baring Vostok ранее обвинил Аветисяна в незаконном выводе средств из банка «Юниаструм» накануне слияния последнего с банком «Восточный» в 2017 году. Дело рассматривается в арбитражном суде в Лондоне. Артем Аветисян, со своей стороны, заявил: «Ни я, ни принадлежащая мне международная компания „Финвижн холдингс“ не являемся инициаторами по указанному делу». А предположения Майкла Калви о том, что уголовное дело стало результатом корпоративного конфликта в банке, Артем Аветисян опроверг: «То, что уголовное дело связано с корпоративным конфликтом, — это ложь и клевета, я, безусловно, обращусь в суд».
24 мая 2019 года Комиссия по этике РСПП постановила, что у Юсупова была личная заинтересованность в нахождении Майкла Калви и его партнеров под стражей и развитии их уголовного дела. Юсупову рекомендовали отозвать свое заявление в СК. Юсупов заявил, что считает действия комиссии порочащими его деловую репутацию и может обратиться в суд.
В защиту Калви выступили глава Сбербанка Герман Греф, бизнес-омбудсмен Борис Титов, гендиректор Российского фонда прямых инвестиций Кирилл Дмитриев. Об уголовном деле было доложено Путину.